# Рамадан, Ислам (велогонщик)
Ислам Рамадан (араб. إسلام رمضان‎, англ. Islam Ramadan, род. 18 мая 1993) — египетский шоссейный и трековый велогонщик.

## Карьера
С 2015 по 2019 год принял участие в таких гонках как Тур Египта, Тур Марокко, Тур Эритреи, Тур Мелеса Зенауи, Вызов принца. Несколько раз стартовал на чемпионате Африки по шоссейному велоспорту.
В 2016 году стал чемпионом Египта в групповой гонке, а на Чемпионате Африки по трековому велоспорту завоевал две бронзовые медали в командной гонке преследования и командном спринте.

## Достижения

### Шоссе
2015
3-й (TTT) и 4-й этапы Тур Египта
3-й Чемпионат Египта — групповая гонка
2016
 Чемпион Египта — групповая гонка
5-й этап Тур Египта

### Трек
2016
 Чемпионат Африки — командный спринт (с Ислам Шавки, Абдуллах Мухаммед Идрис)
 Чемпионат Африки — командная гонка преследования (с Ислам Насер, Ислам Шавки, Абдуллах Мухаммед Идрис)